# Alicja Klasik
Alicja Klasik (14 de febrero de 2004) es una deportista polaca que compite en esgrima, especialista en la modalidad de espada. Participó en los Juegos Olímpicos de París 2024, obteniendo una medalla de bronce en la prueba por equipos (junto con Aleksandra Jarecka, Renata Knapik-Miazga y Martyna Swatowska-Wenglarczyk).

## Palmarés internacional
| Juegos Olímpicos | Juegos Olímpicos | Juegos Olímpicos  | Juegos Olímpicos   |
| Año              | Lugar            | Medalla           | Prueba             |
| ---------------- | ---------------- | ----------------- | ------------------ |
| 2024             | París (Francia)  | Medalla de bronce | Espada por equipos |